# 近軸近似

近軸近似的誤差，圖中的cosθ是用1 - θ^{2}/2近似

近軸近似是幾何光學中的高斯光學及光線追蹤用的小角度近似，可以用在光學系統（例如透镜）的分析

近軸光線是指光線和光轴角度很小，而光線接近光學系統的軸。
在近軸近似及近軸光線下，在計算光的路徑時，可以使用以下的近似（θ為弧度）
{\displaystyle \sin \theta \approx \theta ,\quad \tan \theta \approx \theta \quad {\text{and}}\quad \cos \theta \approx 1.}
近軸近似可用在高斯光学及一階光線追蹤中。像光線轉換矩陣分析就使用了這種近似方式。
有時二階近似也稱為近軸近似，對於{\displaystyle sin}及{\displaystyle tan}函數，其泰勒級數的二階項為0，因此二階近似和一階近似相同，而{\displaystyle cos}函數的二階近似如下：
{\displaystyle \cos \theta \approx 1-{\theta ^{2} \over 2}\ .}
二階近似在角度小於10°時，其準確度在0.5%以內，若角度變大，誤差就會顯著提昇
若光線和光軸的夾角較大時，需區分和光軸共平面的子午光线及不共平面的弧矢光线。

## 外部連結
- Paraxial Approximation and the Mirror （页面存档备份，存于） by David Schurig, The Wolfram Demonstrations Project.